# Forêt de Gérardmer
La forêt de Gérardmer est une forêt française située à l'est du département des Vosges en région Grand Est.

## Géographie

### Situation
La forêt s'étend sur les communes de Gérardmer, Xonrupt-Longemer et Liézey couvrant une superficie totale d'environ 4 828 hectares. Cet ensemble forestier est majoritairement constitué de hêtraie-sapinière et de pessière.

### Relief
Le massif boisé est situé au sein du massif des Vosges, un massif de moyennes montagnes, à une altitude comprise entre 600 à 1 300 mètres et culminant au Haut de Falimont. 

### Climat
La forêt présente un climat semi-continental, avec une influence océanique et des caractéristiques montagnardes. Les précipitations atteignent environ 1 750 mm par an. L'enneigement, bien que variable d'une année à l'autre, demeure généralement présent à partir de l'altitude de 900 mètres sur le versant Nord de décembre à avril.

### Hydrographie
Le site est traversé, entre autres, par plusieurs petites vallées empruntées par des ruisseaux soumis à un statut domanial, tels que le Roulier, le Cellet, la Goutte du Corsaire et la Goutte de Noir Rupt.

### Faune et flore
Étant donné que le site abrite des milieux tourbeux, on y trouve une diversité de plantes, notamment le Rossolis à feuilles rondes (Drosera rotundifolia), l'Andromède (Andromeda polifolia), le Nacré de la canneberge (Boloria aquilonaris). Le Calla des marais (Calla palustris), la Listère à feuilles cordées (Neottia cordata) et la Cordulie arctique (Somatochlora arctica) sont également présents. En ce qui concerne la faune, le site abrite des espèces telles que le lynx, le Grand Tétras, le chat sauvage, le pic noir, le Cuivré de la bistorte, la chouette de Tengmalm, la bécasse des bois et la gélinotte des bois.

## Histoire
Au cours des deux premiers tiers du XVIIIe siècle, de nombreuses censes sont créées dans le massif, qui est alors encore mal délimité. Entre 1756 et 1817, la population de Gérardmer augmente de 3 500 à 4 956 habitants. Cela entraîne des tensions autour de l'utilisation de la forêt, comme en témoigne le relevé de l'état des chaumes réalisé en 1700 par le gruyer de Bruyères. Ces relevés montrent que, en 1700, après plus d'un demi-siècle d'abandon dû aux ravages de la guerre de Trente Ans, les chaumes étaient largement enfrichées et en cours de reboisement, malgré la période peu propice à la croissance des arbres en raison du Petit âge glaciaire et de leur emplacement en limite altitudinale. Le déclenchement tardif du désenclavement du massif intervient après 1860.
Au cours du XXe siècle, le massif forestier a été marqué par des événements météorologiques significatifs. En février 1902, un ouragan venant du Nord a entraîné le renversement d'environ une centaine de milliers de mètres cubes d'arbres, incitant les gestionnaires forestiers à privilégier le traitement en futaie jardinée. De même, la tempête d'avril 1972, provenant du Nord-Est, a engendré d'importants chablis. En revanche, la forêt a été relativement épargnée par la tempête du 26 décembre 1999.

## Activités
La forêt joue un rôle crucial dans l'attrait touristique des communes de Gérardmer et Xonrupt-Longemer. Les activités prédominantes comprennent la randonnée pédestre, la course d'orientation, le VTT, le ski et la cueillette.